# 요크모크시

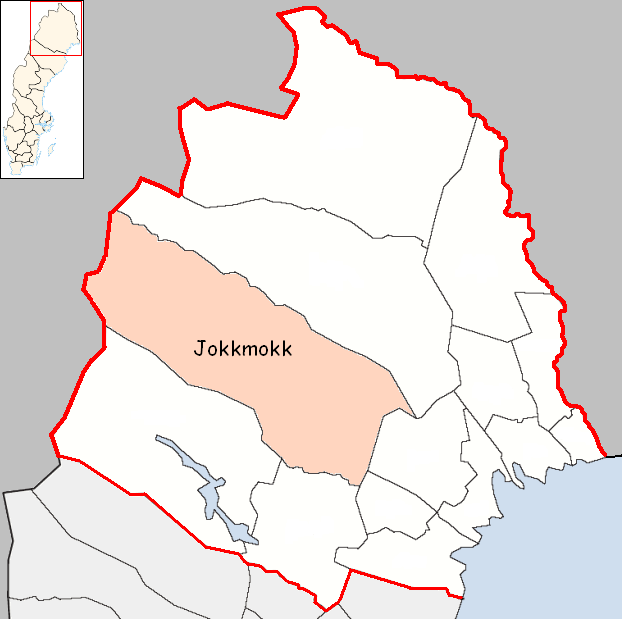
요크모크 시의 위치

요크모크시(스웨덴어: Jokkmokks kommun)는 스웨덴 노르보텐주에 위치한 지방 자치체로 행정 중심지는 요크모크이며 면적은 19,334.44km2, 인구는 5,105명(2016년 12월 31일 기준), 인구 밀도는 0.26명/km2이다.

시 문장